# Stadio Rote Erde
Lo stadio Rote Erde (in tedesco Stadion Rote Erde, "Stadio Terra rossa") è uno stadio di calcio di Dortmund della capienza di 10 000 spettatori. Sorge a fianco del Westfalenstadion e dal 2009 ospita le partite della squadra riserve del Borussia Dortmund.
L'impianto, che sostituì il Weiße Wiese come sede dei match del club locale, è stato costruito nel 1924 e ha ospitato le partite della prima squadra dal 1937 al 1974. In questo periodo arrivò ad ospitare fino a 40 000 spettatori, oggi ridotti a 10 000. Nel 1974 la squadra si è trasferita nel più moderno Westfalenstadion, costruito per il campionato del mondo del 1974 e noto anche, dal 2005, come Signal Iduna Park per ragioni di sponsorizzazione.